# علی‌اکبر سیبویه
علی اکبر سیبویه متولد ۱۳۳۱ در کربلا دیپلمات باسابقه وزارت خارجه و فرزند  میرزا احمد سیبویه از علمای سرشناس است. وی مسلط به زبان عربی است و سال ها در وزارت امور خارجه در سمت‌های مختلف، مشغول فعالیت بوده‌است. وی دارای مدرک کارشناسی ارشد از دانشگاه زیتونه تونس و مدرک دکترای علوم اسلامی با گرایش مدیریت اسلامی است.

## سمت‌ها
علی اکبر سیبویه از سال ۱۳۸۰ تا ۱۳۸۴ کاردار جمهوری اسلامی ایران در تونس بوده و از سال ۱۳۹۱ تا ۱۳۹۵ سفیر تام‌الاختیار جمهوری اسلامی ایران در سلطنت‌نشین عمان بود و به مناسبت پایان دوره مسئولیتش در مسقط از سوی سلطان قابوس به پاس تلاش‌‌های وی در گسترش و پیگیری سطح روابط دوجانبه نشان درجه یک النعمانی عمان به وی اهداء گردید.
او در نیمه نخست دی ۱۳۹۵ با حکم دبیر مجمع تشخیص مصلحت نظام، به عنوان مدیر کل روابط بین‌الملل دبیرخانه مجمع (نهاد مسئول پشتیبانی ستادی و کارشناسی مجمع تشخیص مصلحت نظام) منصوب شد.